# Az Egyesült Arab Emírségek az 1984. évi nyári olimpiai játékokon
Az Egyesült Arab Emírségek az egyesült államokbeli Los Angelesben megrendezett 1984. évi nyári olimpiai játékok egyik részt vevő nemzete volt. Az országot az olimpián 1 sportágban 7 sportoló képviselte, akik érmet nem szereztek. Az Egyesült Arab Emírségek első alkalommal vett részt az olimpiai játékokon.

## Atlétika
Férfi
| Versenyző                                                        | Versenyszám     | Előfutam      | Előfutam      | Előfutam      | Negyeddöntő | Negyeddöntő | Negyeddöntő | Elődöntő | Elődöntő | Elődöntő | Döntő   | Döntő    |
| Versenyző                                                        | Versenyszám     | Idő           | Hely.         | Össz.         | Idő         | Hely.       | Össz.       | Idő      | Hely.    | Össz.    | Idő     | Helyezés |
| ---------------------------------------------------------------- | --------------- | ------------- | ------------- | ------------- | ----------- | ----------- | ----------- | -------- | -------- | -------- | ------- | -------- |
| Mohamed Abdullah                                                 | 100 m           | 11,11         | 8.            | 71.*          | kiesett     | kiesett     | kiesett     | kiesett  | kiesett  | kiesett  | kiesett | kiesett  |
| Rashid Al-Jirbi                                                  | 400 m           | 48,71         | 6.            | 63.*          | kiesett     | kiesett     | kiesett     | kiesett  | kiesett  | kiesett  | kiesett | kiesett  |
| Ibrahim Aziz                                                     | 800 m           | 1:54,86       | 6.            | 58.           | kiesett     | kiesett     | kiesett     | kiesett  | kiesett  | kiesett  | kiesett | kiesett  |
| Ibrahim Aziz                                                     | 1500 m          | nem ért célba | nem ért célba | nem ért célba |             |             |             | kiesett  | kiesett  | kiesett  | kiesett | kiesett  |
| Mohamed Helal Ali                                                | 110 m gát       | 15,75         | 6.            | 24.           |             |             |             | kiesett  | kiesett  | kiesett  | kiesett | kiesett  |
| Ibrahim Khamis                                                   | 400 m gát       | 55,50         | 8.            | 43.           |             |             |             | kiesett  | kiesett  | kiesett  | kiesett | kiesett  |
| Rashid Al-Jirbi Ibrahim Khamis Mubarak Ismail Amber Ibrahim Aziz | 4 × 400 m váltó | 3:19,90       | 7.            | 24.           |             |             |             | kiesett  | kiesett  | kiesett  | kiesett | kiesett  |

| Versenyző      | Versenyszám | Selejtező | Selejtező | Döntő    | Döntő    |
| Versenyző      | Versenyszám | Eredmény  | Helyezés  | Eredmény | Helyezés |
| -------------- | ----------- | --------- | --------- | -------- | -------- |
| Shahad Mubarak | Távolugrás  | 698 cm    | 23.       | kiesett  | kiesett  |

* - egy másik versenyzővel azonos eredményt ért el